# Watford
Pour les articles homonymes, voir Watford (homonymie).
Watford est une ville d'Angleterre, située dans le Hertfordshire, à une trentaine de kilomètres au nord-ouest de Londres. Sa population était estimée à 79 300 habitants en 2005 et son agglomération à environ 120 000 (soit la 47e du Royaume-Uni). Elle est située sur deux rivières, la Gade et la Colne.

## Histoire

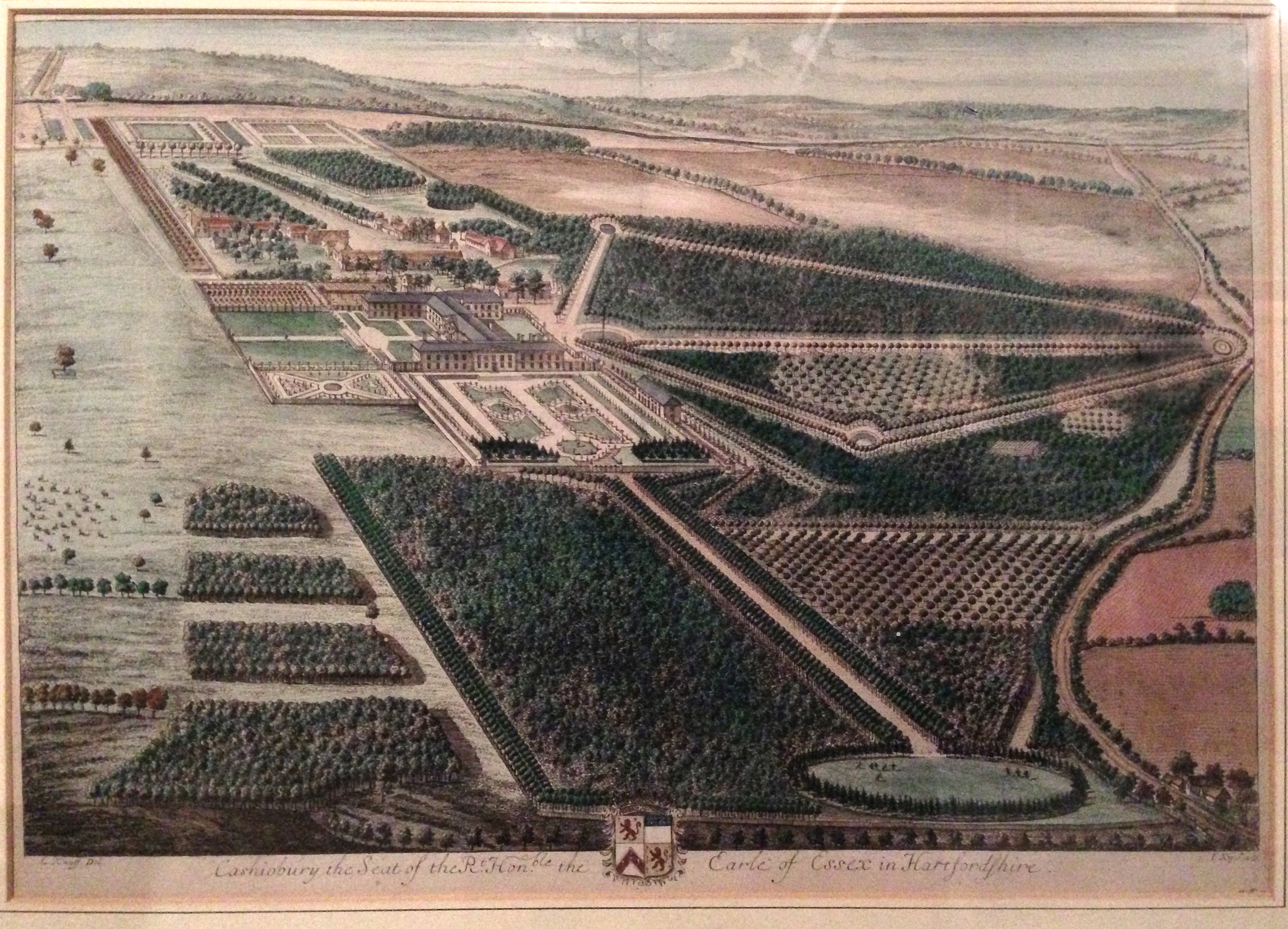
Cassiobury House ainsi que représenté en 1707 par Johannes Kip.

La ville tient son nom de Watter’s Ford, c’est-à-dire le « gué de Watter », du nom d’un propriétaire d’un terrain sur lequel un gué reliait les Midlands à la route de Londres. Watter’s Ford est ensuite devenu Wat’s Ford puis Watford.
Watford est mentionné pour la première fois dans un document anglo-saxon de 1007. Situé sur un axe de communication important entre le sud-est et les Midlands, le village se développe et obtient une charte l’autorisant à organiser un marché hebdomadaire en 1100 sous Henri I. L’église St. Mary the Virgin est construite en 1230 sur le site d’une ancienne chapelle saxonne.

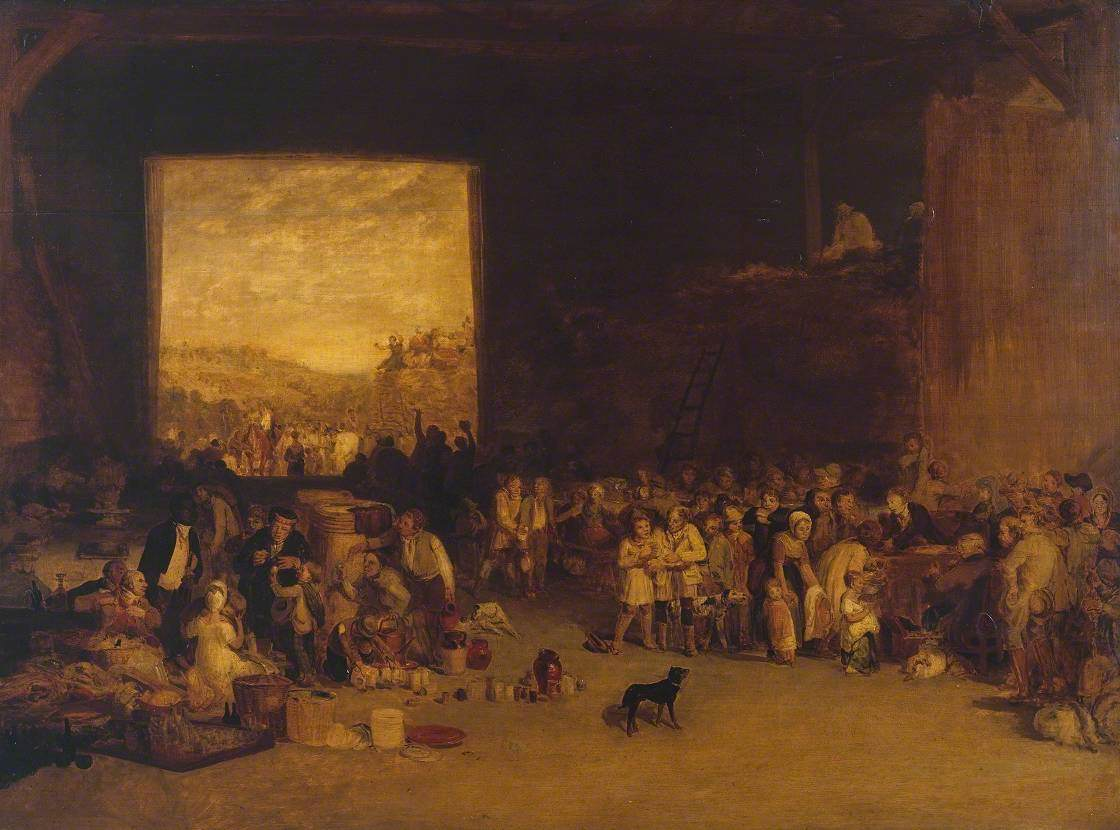
Harvest Home, 1809
Willam Turner
Tate Britain, Londres

Le manoir de Cassiobury construit au XVIIe siècle devint par la suite la demeure des comtes d’Essex. Le peintre Willam Turner réalisa vers 1809, un tableau inachevé qui représente probablement un repas de récolte sur le domaine. L’homme noir bien habillé qui se tient à gauche de la composition est George Edward Doney, le majordome du comte. Ce tableau a peut-être été commandé par le comte en souvenir de son serviteur bien-aimé, décédé récemment.
Pendant la révolution industrielle, cette communauté rurale devient un nœud de communication important avec l’arrivée du Grand Junction Canal en 1798, puis du chemin de fer en 1837 qui contribuent à son développement économique.

## Économie
Centre tertiaire, Watford abrite des sièges de nombreuses entreprises, dont Camelot, qui gère la loterie nationale britannique, Iveco (construction de véhicules utilitaires), Total Oil ou encore Sanyo. À proximité de la ville se trouvaient les usines Rolls Royce qui ont fabriqué les chasseurs-bombardiers Mosquito pendant la Seconde Guerre mondiale. Ses locaux sont désormais occupés par les studios de cinéma de Leavesden où ont notamment été tournés les films de la série Harry Potter. 

## Personnalités originaires de Watford
- Barbara Amiel, journaliste

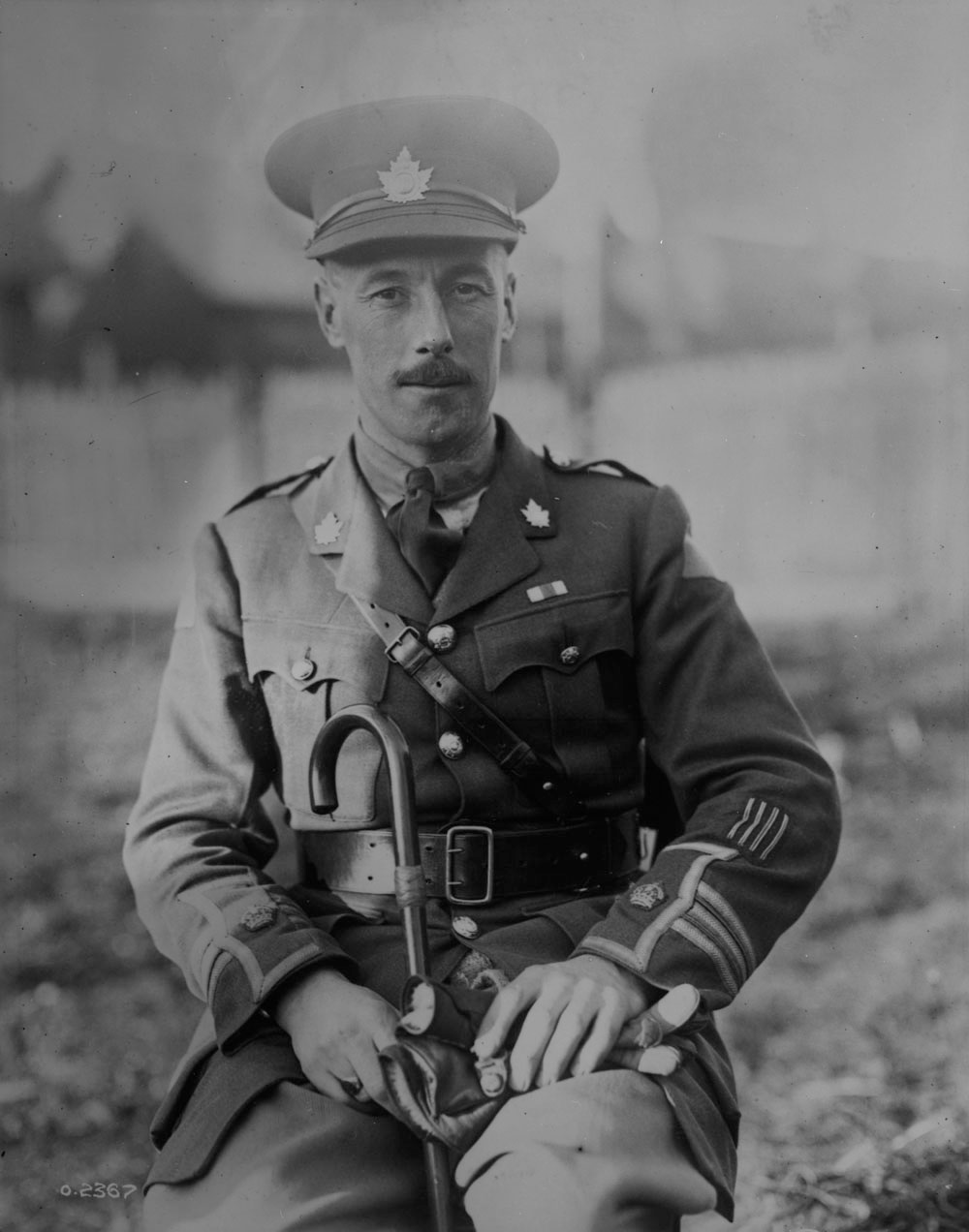
Le général George Pearkes

- Anthony Berkeley, auteur de romans policiers
- Gallows, groupe de punk hardcore
- Nikki Grahame, personnalité de la télévision britannique
- Geri Halliwell, chanteuse, membre des Spice Girls
- Vinnie Jones, footballeur et acteur
- Anthony Joshua, boxeur
- Mo Mowlam, femme politique
- Naughty Boy, DJ et producteur
- George Pearkes, général et homme politique canadien
- Terry Scott, acteur et comique
- Kelly Smith, footballeuse
- Gareth Southgate, footballeur
- Arthur Geoffrey Walker, mathématicien
- Danny Williamson alias « LTJ Bukem », DJ drum and bass et producteur
- KSI, vidéaste

## Sport

### Football
La ville possède un club de football professionnel, le Watford Football Club, fondé en 1881 qui est basé dans le stade de Vicarage Road. Finaliste de la Coupe d’Angleterre en 1984, deuxième du championnat en 1983, il compte pour plus célèbre supporter le chanteur Elton John, qui en fut le président pendant vingt-cinq ans.

### Rugby
Jusqu'en 2012, le Watford Football Club a partagé son stade de Vicarage Road avec le Saracens Football Club (souvent appelé « les Saracens »), club de rugby à XV anglais évoluant en championnat d'Angleterre de rugby à XV, le plus haut niveau du rugby anglais. Le club des Saracens est basé dans la ville de Watford, et ses matchs à domicile se jouent depuis 2013 dans le stade du complexe sportif de Barnet Copthall, stade renommé « StoneX Stadium » en 2021.

## Jumelages
- Mayence (Allemagne)
- Nanterre (France)
- Novgorod (Russie)
- Pesaro (Italie)
- Wilmington (Delaware) (États-Unis)